# Port lotniczy Niamey
Port lotniczy Niamey – międzynarodowy port lotniczy położony w Niamey. Jest największym portem lotniczym w Nigrze.

## Linie lotnicze i połączenia
| Linia Lotnicza     | Kierunek                                        |
| ------------------ | ----------------------------------------------- |
| Afriqiyah Airways  | 1. Trypolis                                     |
| Air Algerie        | 1. Algier                                       |
| Air Burkina        | 1. Wagadugu                                     |
| Air Côte d'Ivoire  | 1. Abidżan 2. Wagadugu (od 1 października 2024) |
| ASKY Airlines      | 1. Lomé 2. Wagadugu 3. Dakar-Diass              |
| Ethiopian Airlines | 1. Addis Abeba                                  |
| Fly Oya            | 1. Trypolis                                     |
| Libyan Airlines    | 1. Trypolis                                     |
| Niger Airlines     | 1. Agadez                                       |
| Royal Air Maroc    | 1. Casablanca                                   |
| Tunisair           | 1. Abidżan 2. Tunis                             |
| Turkish Airlines   | 1. Ndżamena 2. Stambuł                          |